# Mount Soza
Mount Soza är ett berg i Antarktis. Det ligger i Östantarktis. Nya Zeeland gör anspråk på området. Toppen på Mount Soza är 2 190 meter över havet, eller 913 meter över den omgivande terrängen. Bredden vid basen är 9,6 km.
Terrängen runt Mount Soza är kuperad åt sydost, men åt nordväst är den bergig. Trakten är obefolkad. Det finns inga samhällen i närheten.